# Wolowo (Tula)
Wolowo (russisch Воло́во) ist eine Siedlung städtischen Typs in der Oblast Tula in Russland mit 3853 Einwohnern (Stand 14. Oktober 2010).

## Geographie
Der Ort liegt etwa 75 km Luftlinie südsüdwestlich des Oblastverwaltungszentrums Tula. Er befindet sich westlich des namensgebenden Karstsees Wolowo osero, dem unterirdisch der gut zwei Kilometer entfernt zutage tretende rechte Don-Nebenfluss Neprjadwa entfließt.
Wolowo ist Verwaltungszentrum des Rajons Wolowski sowie Sitz und einzige Ortschaft der Stadtgemeinde (gorodskoje posselenije) Rabotschi possjolok Wolowo.

## Geschichte
Der Ort wurde in der zweiten Hälfte des 18. Jahrhunderts gegründet. Er gehörte zum Ujesd Bogorodizk des Gouvernements Tula und entwickelte sich insbesondere nach der Vorbeiführung der Eisenbahnstrecke Moskau – Jelez in den 1870er-Jahren und der Erweiterung zum Bahnknoten mit der Fertigstellung der dort kreuzenden Strecke Ranenburg – Smolensk 1899.
Am 13. Mai 1924 kam der Ort zum neugebildeten Wolowo-Karassjowski rajon mit Sitz in der knapp 10 km südlich gelegenen Stationssiedlung Karassi. Am 29. November 1926 wurde der Verwaltungssitz nach Wolowo verlegt und der Rajon entsprechend umbenannt. Im Zweiten Weltkrieg war Wolowo ab Ende Oktober 1941 von der deutschen Wehrmacht besetzt, wurde aber bereits Mitte Dezember 1941 während ihrer Gegenoffensive in der Schlacht um Moskau von der Roten Armee zurückerobert.
Seit 1970 besitzt Wolowo den Status einer Siedlung städtischen Typs.

### Bevölkerungsentwicklung
| Jahr | Einwohner |
| ---- | --------- |
| 1897 | 1413      |
| 1939 | 2819      |
| 1959 | 3036      |
| 1970 | 3314      |
| 1979 | 3812      |
| 1989 | 4331      |
| 2002 | 4208      |
| 2010 | 3853      |

Anmerkung: Volkszählungsdaten

## Verkehr
Wolowo besitzt einen Bahnhof bei Kilometer 285 der auf diesem Abschnitt 1874 eröffneten Eisenbahnstrecke Moskau – Jelez – Waluiki. Sie wurde dort ab 1899 von der Strecke Tschaplygin (Station Ranenburg) – Suchinitschi – Smolensk gekreuzt (Streckenkilometer 153), die aber auf dem Abschnitt vom knapp 50 km südöstlich gelegenen Kurkino (Station Kulikowo Pole) über Wolowo nach Tjoploje 30 km westlich 1995 stillgelegt und in den 2000er-Jahren abgebaut wurde.
Sieben Kilometer östlich der Siedlung führt die föderale Fernstraße M4 Don vorbei. Durch Wolowo und weiter entlang der ehemaligen Bahnstrecke verläuft die Regionalstraße 70K-88 ins westlich benachbarte Rajonzentrum Tjoploje.